# 参松工業
参松工業株式会社（さんまつこうぎょう）は、かつて水飴や異性化糖の製造を行っていた企業。1916年（大正5年）に参松合資会社として設立され、1965年には世界初の異性化糖の製造に成功。創業以来80年以上続いたが、2004年に民事再生法を申請した。

## 沿革
創業者である横山長次郎は、1880年（明治13年）8月に生まれた。幼少期を父・横山久太郎の赴任する岩手県釜石で過ごし、長じて慶應義塾普通部に入学。1901年に慶應義塾大学部理財科（経済学部）を卒業した。2年間銀行で実務を学んだのち、父が所長を務める釜石鉱山田中製鉄所に入所。その後ハーバード大学へ留学して採鉱冶金学と機械学を学んだ。一度釜石に戻り、今度はヨーロッパへ製鉄技術の視察に赴く。日本と欧米との差を目の当たりにして到底かなわないのではないかと感じた長次郎は、風邪を患ったのを機に製鉄所を退職し東京に移った。義兄で東京帝国大学教授を務めた松本烝治の引き合わせで帝国大学農科大学の鈴木梅太郎と会った長次郎は、鈴木の酸糖化法の話に惹かれ、これを生涯の仕事とすることを決めた。
1916年（大正5年）1月、東京市深川区東平井町（現在の江東区東陽）に工場を建設、同年5月に参松合資会社を設立した。社名は、横山家の家紋の三階松から採られた。6月に操業を開始し、数度の失敗ののち翌年には製品を販売するに至る。さらに、日本初のブドウ糖（グルコース）の製造にも成功した。折しも第一次世界大戦のさなかで、原料となる甘藷澱粉の調達が滞りがちで、千葉県内の農家にサツマイモの栽培を奨励する策をとった。1919年頃からは醤油着色用のカラメルや、鈴木梅太郎が籍を移した先の理化学研究所が開発した理研酒用のブドウ糖の製造を手掛けた。理研酒用ブドウ糖は参松の主力製品となった。
1923年に脱色設備と鉄筋コンクリート製の煙突が完成し、9月1日夜に芝の割烹で祝賀会を行う手筈を整えていた。しかし、その当日に発生した関東大震災で深川地区は壊滅。参松の従業員は全員無事だったものの工場は全焼した。再建に当たっては、かねてより原料調達のため澱粉工場を助成していた縁から、千葉県より誘致を受けた。千葉市寒川町（現・千葉市中央区新宿）に新工場を建設、1924年5月より操業を開始した。本社は神田区東龍閑町（現・千代田区岩本町三丁目）に移転した。1932年、福岡県福岡市の西尾製飴所を傘下に入れ、社名を博多製飴株式会社に変更し、西日本での販路を確保した。博多製飴は1936年に参松と合併、工場を福岡市東光寺町に移したうえで参松福岡工場とした。1935年6月には原料の調達を目的として、澱粉工業助成株式会社を設立。千葉県のほか神奈川県、静岡県、埼玉県、茨城県、宮崎県、長崎県などに澱粉工場を設けた。
1939年には社名を参松工業株式会社に改めた。第二次世界大戦下では軍需の仕事を受注し社の存続を図るべく、注射用局方ブドウ糖を製造。1943年にはソルビトールの生産設備を完成させた。1945年7月6日の千葉空襲では木造のブドウ糖工場とソルビトール工場は焼け落ちたものの、水飴工場やボイラー棟、変電設備などは関東大震災の教訓で鉄筋コンクリート製としていたため、形をとどめていた。瓦礫の中から機械設備を取り出し、水飴の生産を再開したのは1946年11月ごろ。その直後、12月29日に長次郎は脳卒中で急逝した。後を継いだ横山康吉は長次郎の叔父・吉田長三郎の五男として生まれ、子供のいなかった長次郎の養子となった。1913年に東京で生まれ、1930年に横山家へ入る。慶應義塾高等部を経てアメリカのボストン・カレッジを卒業した後、味の素本舗（株式会社鈴木商店）に入社。ロサンゼルス駐在員として働いたが、第二次世界大戦開戦4ヶ月前に鈴木商店を退職し帰国。専務として参松に入った。
1949年に三倍増醸清酒が認可されると、増醸用ブドウ糖の市場は昭和産業がリードした。参松は粉末水飴がブドウ糖より適していることを発見。1955年6月に日本初の増醸用粉末水飴の生産を開始した。1959年、競合企業の林原（現・ナガセヴィータ）が固体培養での酵素糖化法によるブドウ糖の工業生産に成功。しかし固体培養は雑菌が混入しやすく管理が大変なことと、培養した微生物の胞子が飛散し、他の製品に黒い斑点が入る欠点があった。参松は、1960年9月に理化学研究所と共同で液内培養を開発。密閉タンク内での培養であるため管理が容易で、他のメーカーも追随した。
ブドウ糖は清涼感のある甘さが特徴で、チクロなどと併用して粉末ジュースなどに使われたが、砂糖より甘みが弱いため需要は伸び悩んだ。ブドウ糖を、より甘みの強い果糖に異性化する研究は昭和30年代前半より行われていたが、1960年（昭和35年）頃の技術では有毒なヒ素の添加が必要で、食品産業で受け入れられるものではなかった。1963年、香川大学から京都大学に国内留学していた山中啓教授は酵素によるブドウ糖の異性化に成功したと発表。参松も同様の研究を行っており、通商産業省工業技術院（現産業技術総合研究所）の研究員高崎義幸が発見した菌を使い、異性化に成功。1965年に「サンフラクト」の商品名で販売開始したが食品メーカーの認知度は低く苦戦した。そんな中でも、山崎製パンとヤクルト本社は早い時期より参松の異性化糖を採用している。異性化糖製造の工業化に成功したこの技術は、1969年に毎日工業技術奨励賞を受賞した。
1963年は日照時間が短く、澱粉の原料となるサツマイモやジャガイモが不作であった。かねてから協力関係にあったアメリカのクリントン社に、トウモロコシを原料としたコーンスターチを製造すべく準備を進めたが、農林水産省は国内の芋農家を保護すべく、コーンスターチを原料としたブドウ糖には結晶ぶどう糖育成法を適用しない旨の通達を出した。このため生産設備をお蔵入りとし、コーンスターチの製造を開始したのは1980年のことである。
昭和40年代に入り、京成千葉駅（現・千葉中央駅）周辺は市街地化が進んだ。その頃、千葉港の新港地区の埋立地で食品コンビナートの計画が持ち上がり、進出企業の募集が始まった。参松はこれに応募し、1967年5月に新工場を着工、1969年6月に竣工した。
異性化糖の課題として、果糖とブドウ糖が50:50の割合であれば砂糖と同等の甘味を呈するが、それまでの技術ではブドウ糖50、果糖40、夾雑物10の割合で砂糖より10%ほど甘味が劣っていた。そこで石油化学の分野で使われていた分離工学の技術を応用したクロマト分離法による、異性化糖から果糖を抽出することに成功。砂糖の1.3ないし1.5倍の甘味を持つ異性化糖の製造が可能となった。1980年にJAS法が改正され、従来の異性化糖は「ぶどう糖果糖液糖」、高果糖のものは「果糖ぶどう糖液糖」と表記されるようになった。これにより清涼飲料メーカーからの引き合いが来るようになる。
1992年に横山康吉は会長に退き、その長男の久一が社長に就任。2002年に参松工業、日本食品化工、三和澱粉工業の3社で業務提携を結んだが業績改善には繋がらず、2004年に負債総額約130億円で民事再生法を申請した

## 事業所
千葉県と福岡県に工場を有していた。初代千葉工場は京成千葉線千葉中央駅に近く、跡地は1973年にダイエー千葉店となったが2001年に閉店、その後マンションとなった。
福岡市博多区東光寺町二丁目の福岡工場跡地は、コマーシャル・アールイーが買い取り、商業施設「コマーシャルモール博多」となった